# Enschedese Boys in het seizoen 1954/55
Het seizoen 1954/1955 was het eerste jaar in het bestaan van de Enschedese betaaldvoetbalclub Enschedese Boys. De club kwam uit in de Eerste klasse C en eindigde daarin op de 11e plaats, dit betekende dat de club in het nieuwe seizoen uitkwam op het één-na-hoogste voetbalniveau Eerste klasse.

## Wedstrijdstatistieken

### Eerste klasse B(afgebroken)
|       | Ajax  | Be Quick | DOS   | EDO   | Go Ahead | Heracles | N.E.C. | Rigtersbleek | Stormvogels | Veendam | De Volewijckers | Zwolsche Boys |
| ----- | ----- | -------- | ----- | ----- | -------- | -------- | ------ | ------------ | ----------- | ------- | --------------- | ------------- |
| Thuis | –     | 5 – 1    | 3 – 3 | 6 – 0 | –        | –        | –      | –            | –           | –       | 0 – 4           | –             |
| Uit   | 3 – 2 | –        | –     | –     | 0 – 1    | 4 – 1    | –      | –            | –           | 1 – 4   | –               | –             |

### Eerste klasse C
|       | Alkmaar '54 | Blauw-Wit | EBOH  | Feijenoord | GVAV  | Haarlem | Hermes DVS | Limburgia | N.E.C. | NOAD  | PSV   | Rapid JC | Vitesse |
| ----- | ----------- | --------- | ----- | ---------- | ----- | ------- | ---------- | --------- | ------ | ----- | ----- | -------- | ------- |
| Thuis | 1 – 1       | 2 – 0     | 1 – 5 | 0 – 3      | 1 – 3 | 1 – 5   | 3 – 3      | 2 – 3     | 2 – 1  | 0 – 5 | 0 – 2 | 4 – 4    | 1 – 1   |
| Uit   | 6 – 2       | 2 – 4     | 1 – 3 | 1 – 1      | 3 – 1 | 1 – 1   | 1 – 2      | 3 – 1     | 3 – 1  | 0 – 1 | 3 – 1 | 3 – 1    | 4 – 2   |

## Statistieken Enschedese Boys 1954/1955

### Eindstand Enschedese Boys in de Nederlandse Eerste klasse C 1954 / 1955
| Stand | Gespeeld | Gewonnen | Gelijk | Verloren | Punten | Doelpunten voor | Doelpunten tegen |
| ----- | -------- | -------- | ------ | -------- | ------ | --------------- | ---------------- |
| 11e   | 26       | 6        | 6      | 14       | 18     | 38              | 67               |

### Eindstand Enschedese Boys in de Nederlandse Eerste klasse B 1954 / 1955 (afgebroken)
| Stand | Gespeeld | Gewonnen | Gelijk | Verloren | Punten | Doelpunten voor | Doelpunten tegen |
| ----- | -------- | -------- | ------ | -------- | ------ | --------------- | ---------------- |
| 4e    | 8        | 4        | 1      | 3        | 9      | 22              | 16               |

### Topscorers
| #              | Naam                        | Goal |
| -------------- | --------------------------- | ---- |
| 1.             | Gerard Selderhuis           | 11   |
| 2.             | Gerrit Nijsink              | 9    |
| 3.             | Henk Leusink                | 4    |
| 4.             | Jan Bovenius                | 3    |
| 4.             | Herman Selderhuis           | 3    |
| 6.             | Joop Bruggeman              | 2    |
| 6.             | Theo Koenders               | 2    |
| 6.             | Roelof Welink               | 2    |
| 9.             | Dirk Klaver                 | 1    |
| Eigen doelpunt |                             |      |
| –              | Piet Strolenberg (Rapid JC) | 1    |
| Totaal         | Totaal                      | 38   |

| #                | Naam                    | Goal |
| ---------------- | ----------------------- | ---- |
| 1.               | Gerard Selderhuis       | 8    |
| 2.               | Gerrit Nijsink          | 6    |
| 3.               | Herman Selderhuis       | 3    |
| 3.               | Roelof Welink           | 3    |
| Eigen doelpunten |                         |      |
| –                | Wim Visser (DOS)        | 1    |
| –                | Wim Voortman (Go Ahead) | 1    |
| Totaal           | Totaal                  | 22   |